# Lianjiangkou, Heilongjiang
Lianjiangkou (kinesiska: 莲江口, 莲江口镇) är en köpinghuvudort i Kina. Den ligger i provinsen Heilongjiang, i den nordöstra delen av landet, omkring 310 kilometer nordost om provinshuvudstaden Harbin. Antalet invånare är 26 324. Befolkningen består av 12 784 kvinnor och 13 540 män. Barn under 15 år utgör 10,0 %, vuxna 15-64 år 83 %, och äldre över 65 år 6,0 %.
Runt Lianjiangkou är det mycket tätbefolkat, med 1 135 invånare per kvadratkilometer. Närmaste större samhälle är Jiamusi, 7,0 km söder om Lianjiangkou. Trakten runt Lianjiangkou består till största delen av jordbruksmark.
Genomsnittlig årsnederbörd är 857 millimeter. Den regnigaste månaden är juli, med i genomsnitt 190 mm nederbörd, och den torraste är januari, med 6 mm nederbörd.